# Dekar
Dekar is een dorp in het district Ghanzi in Botswana. De plaats telt 1668 inwoners (2011).